# University of Chicago Press
La University of Chicago Press è la casa editrice universitaria dell'Università di Chicago. Una delle prime e delle più importanti, pubblica un'ampia gamma di titoli accademici, tra cui The Chicago Manual of Style, numerose riviste accademiche e una vasta gamma di monografie avanzate in ambito accademico.
La sede è ubicata nel Midway Plaisance, nel campus dell'Università di Chicago.

## Storia
La University of Chicago Press venne fondata nel 1891 ed è una delle più antiche case editrici universitarie continuamente operanti negli Stati Uniti. Il suo primo libro pubblicato fu Assyrian and Babylonian Letters Belonging to the Kouyunjik Collections of the British Museum di Robert F. Harper. Il libro vendette cinque copie nei suoi primi due anni, ma nel 1900 la University of Chicago Press aveva già pubblicato 127 libri e opuscoli e 11 riviste accademiche, tra cui gli attuali Journal of Political Economy, Journal of Near Eastern Studies e American Journal of Sociology.
Nei primi tre anni, la stampa venne affidata alla casa editrice di Boston D. C. Heath in combinazione con lo stampatore di Chicago R. R. Donnelley. Tuttavia questa situazione si rivelò inadeguata e, nel 1894, l'Università assunse ufficialmente la responsabilità della stampa.
Nel 1902, come parte dell'Università, la stamperia iniziò a lavorare sulle Decennial Publications. Composte di articoli e monografie di studiosi e amministratori sullo stato dell'Università e della ricerca del suo corpo docente, le decennal publications erano una radicale riorganizzazione della stampa. Questo consentì la stampa, dal 1905, di libri di studiosi non appartenenti alla University of Chicago. Venne aggiunto un reparto di edizione e correzione di bozze manoscritte al personale esistente di stampatori e tipografi, evento che consentì, nel 1906, la prima edizione del The Chicago Manual of Style.
Nel 1931, la Press era un editore accademico di primo piano e nel 1956 pubblicò i primi libri tascabili rilegati sotto la sua etichetta. Le sue pubblicazioni più note, per la maggior parte risalgono agli anni 1950, comprese le traduzioni delle tragedie greche complete e la traduzione di Richmond Lattimore di Iliade di Omero. Questo decennio ha visto anche la prima edizione di A Greek-English Lexicon of the New Testament and Other Early Christian Literature, che da allora è stato utilizzato dagli studenti del greco biblico in tutto il mondo.
Nel 1966 ebbe inizio il periodo trentaquattrennale di direzione da parte di Morris Philipson che diede grande impulso all'attività editoriale.